# Zemīte
 Zemīte est une localité de la région de Vidzeme en Lettonie. Elle est située sur les rives de la Vēdzele près des routes P109 et P121, à 14km de Kandava et à 89km de Riga. Elle fait partie du Kandavas novads et du Zemītes pagasts dont elle est le centre administratif.

## Histoire
L'église luthérienne de Zemīte (XVIe siècle) est un monument architectural national et l'autel de l'église (XVIIe siècle) est un monument d'art. Le manoir de Zemīte - maison de maître (aujourd'hui - école), et se six maisons de serviteurs, grenier, moulin à eau et parc (9,2 ha; géant 5,2 m) sont des monuments culturels locaux.

## Galerie

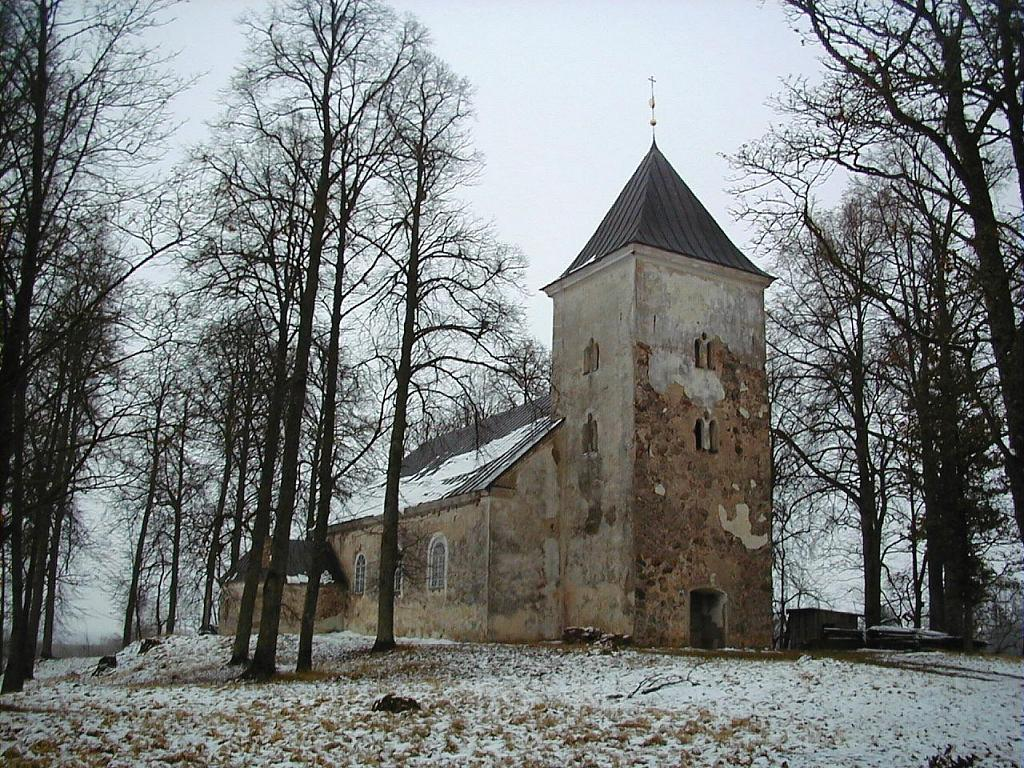
Eglise luthérienne de Zemītes.
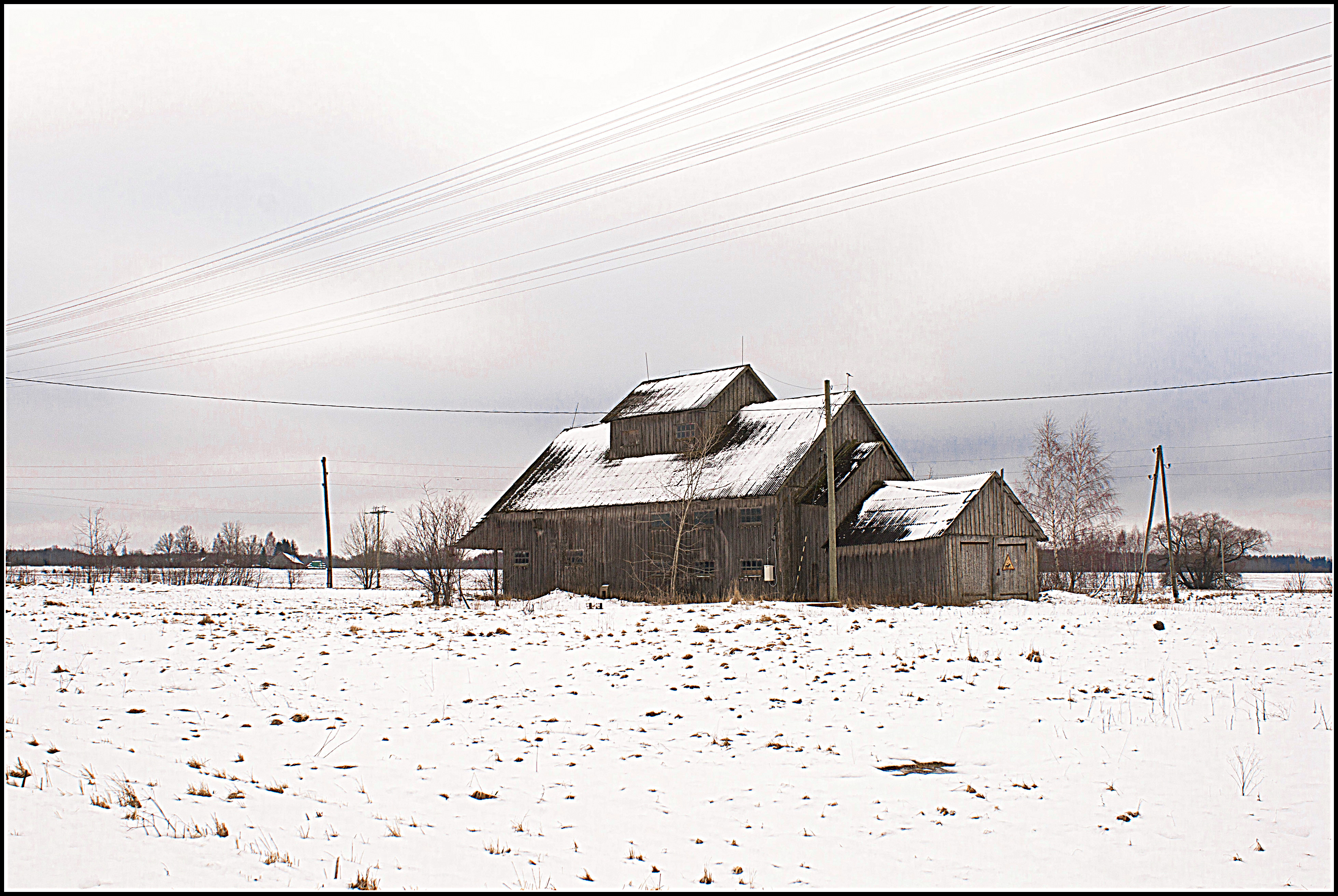
Une ferme de Zemīte en hiver.
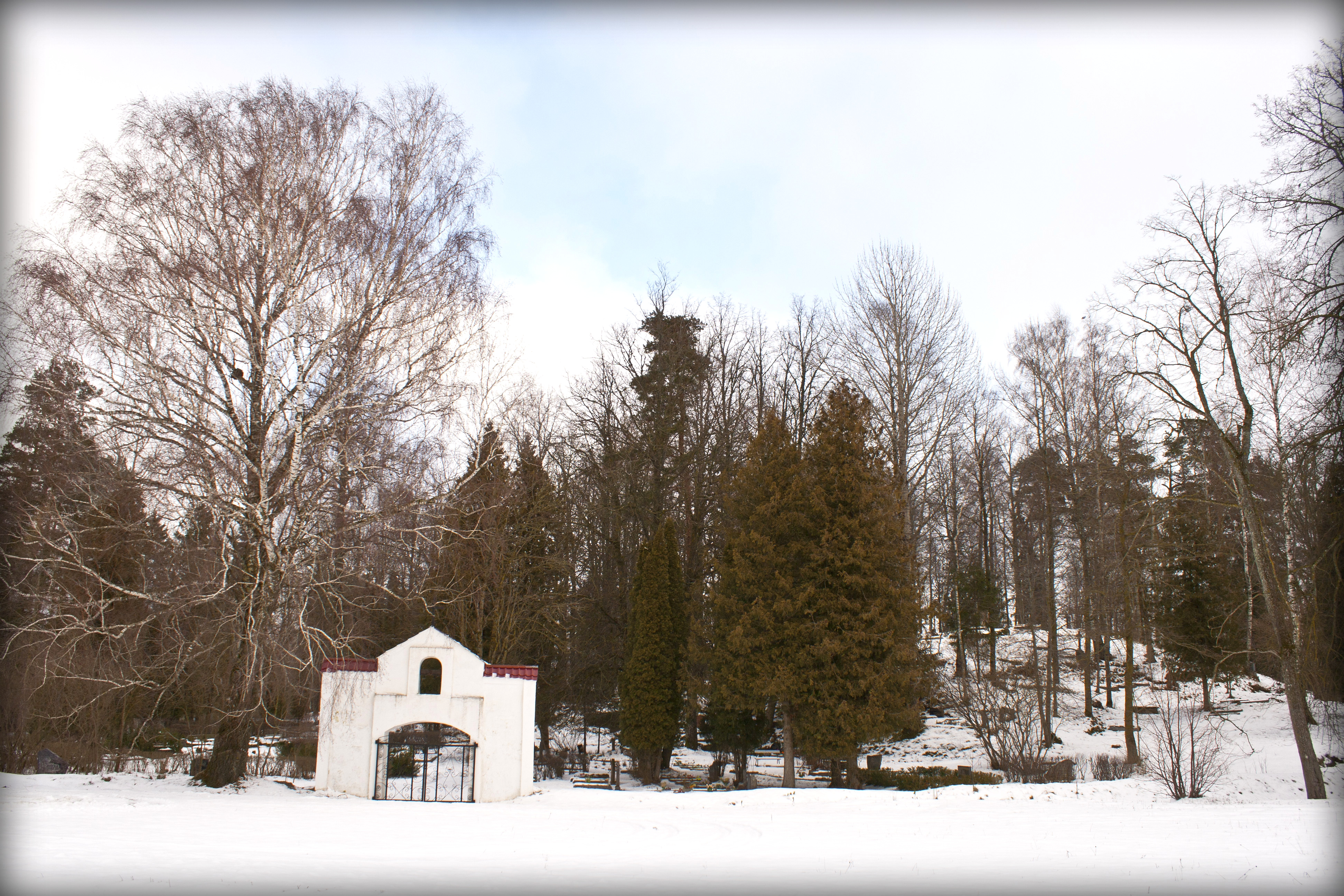
Cimetière de Zemīte en hiver.
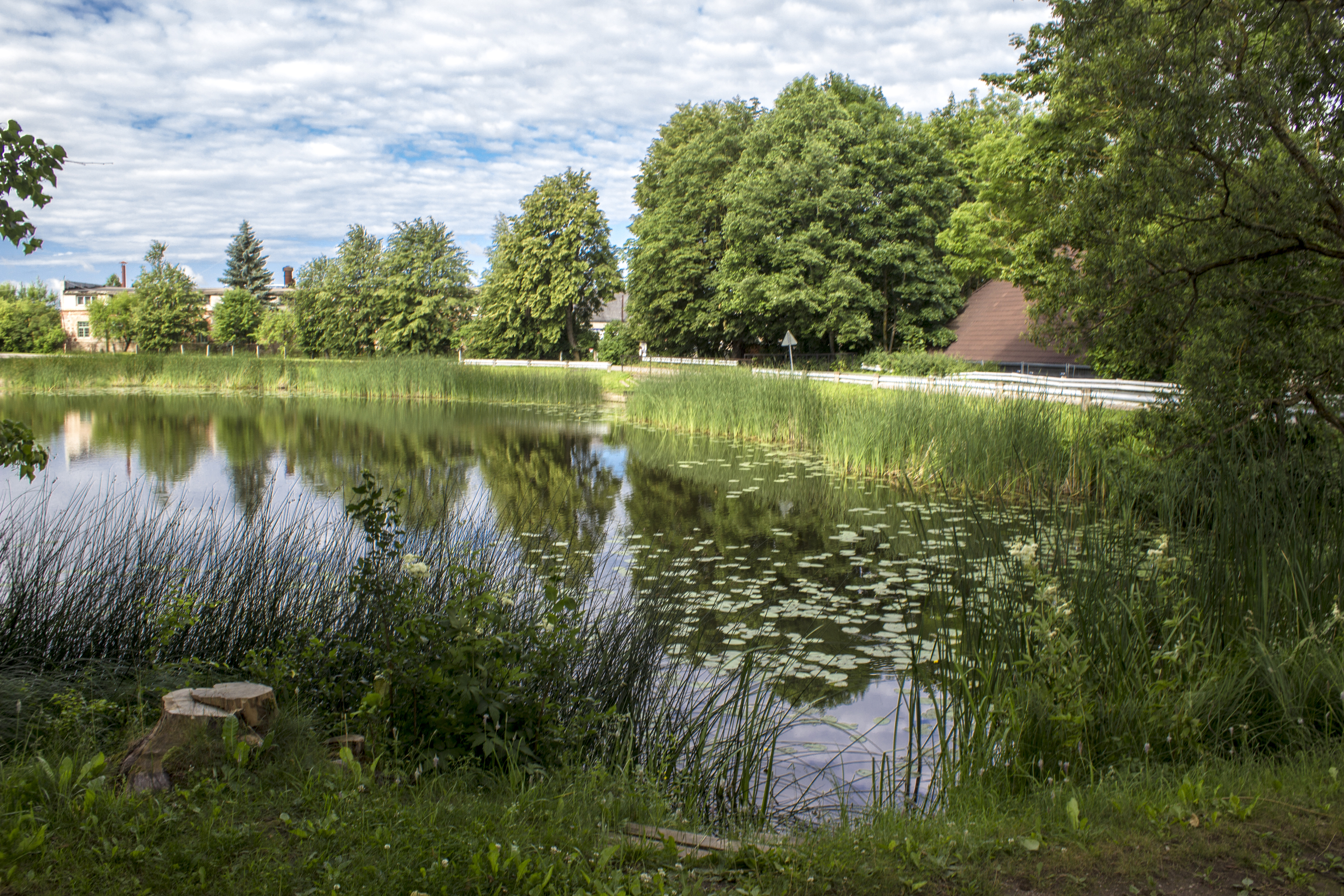
Étang du moulin de Zemīte.
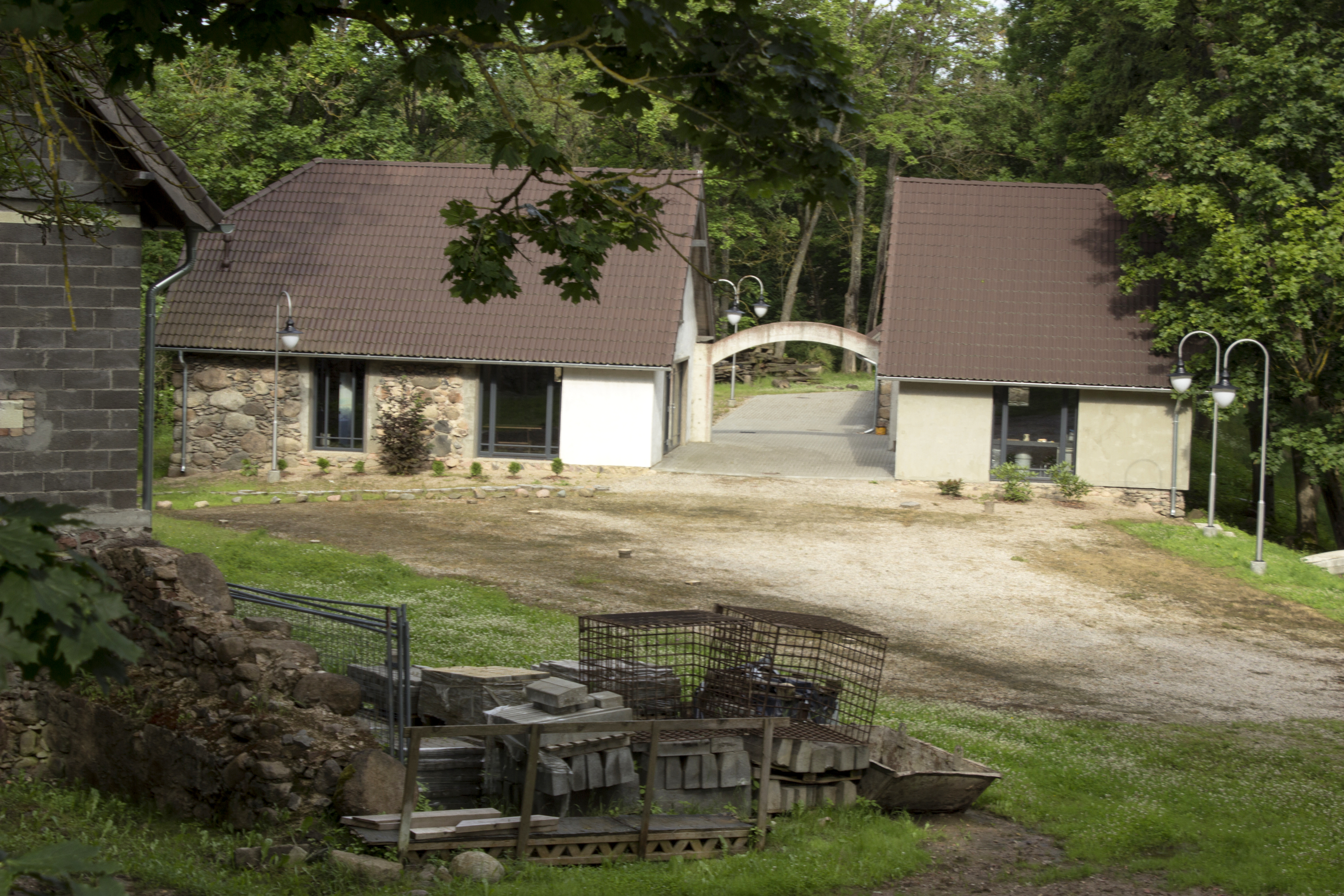
Moulin de Zemīte.
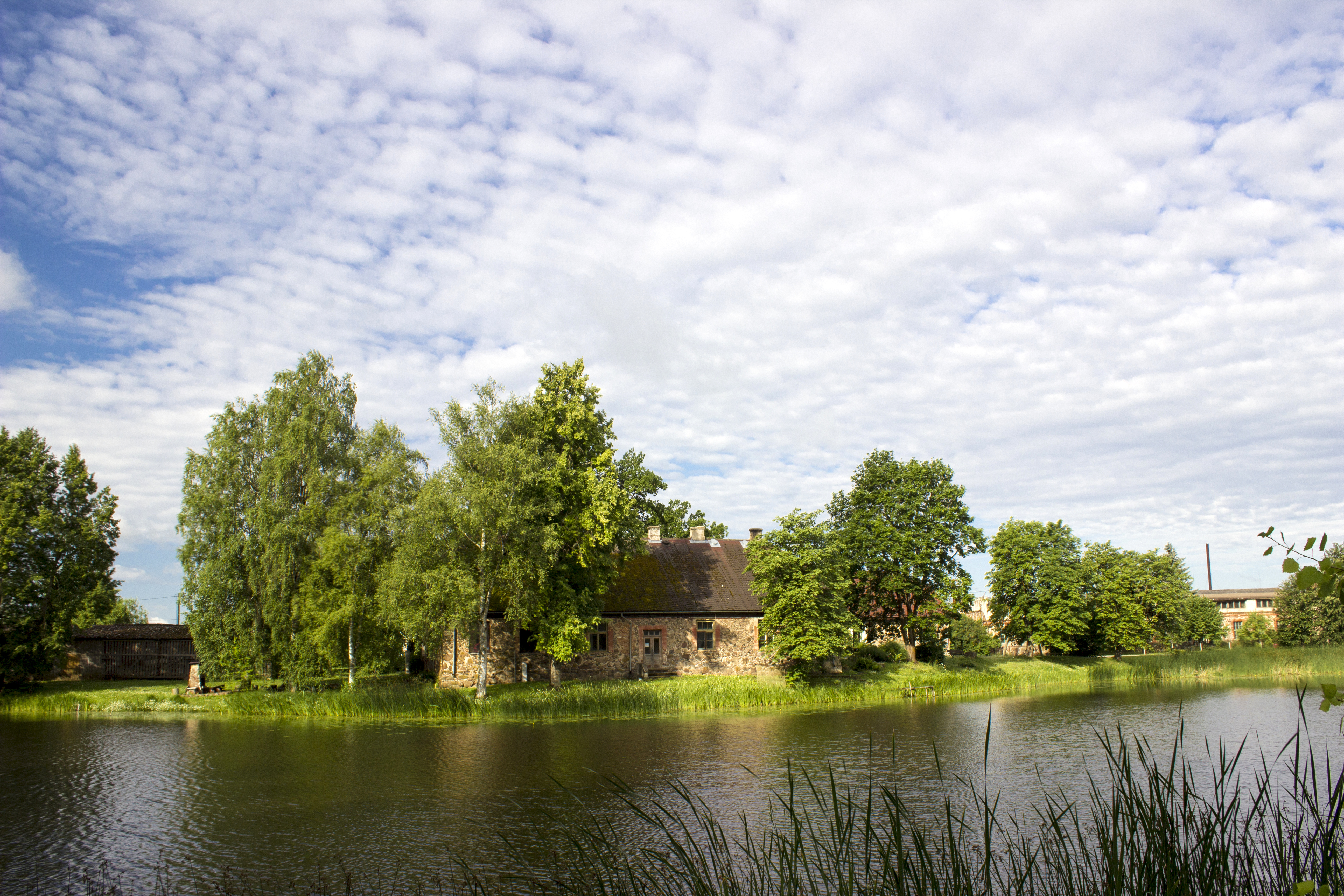
Vue de Zemīte_